# Aleksandras Stulginskis
Aleksandras Stulginskis, né le 25 février 1885 à Kutaliai et mort le 22 septembre 1969 à Kaunas, est un homme d'État lituanien. Il est chef de l'État de 1920 à 1926.

## Biographie

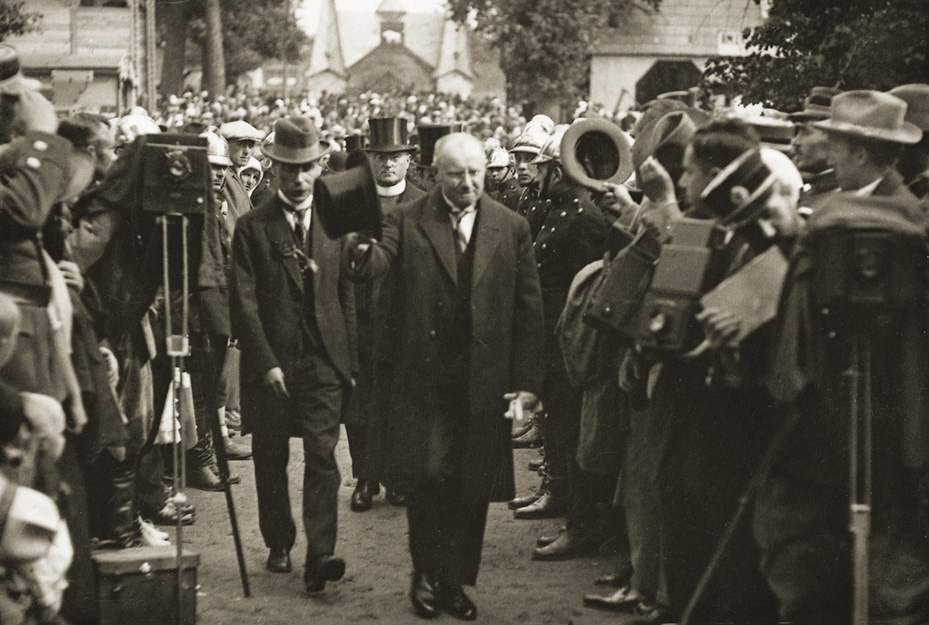
Aleksandras Stulginskis lors d'une exposition.

Issu d'une famille de métayers du village de Kutaliai, il commence ses études au séminaire de Kaunas avant de poursuivre à Innsbruck, en Autriche, ses études en théologie et en philosophie. Renonçant toutefois à sa future condition de prêtre, il entre à l'institut d'agronomie de Halle en Allemagne. De retour en 1913 en Lituanie, il s'installe comme agronome et mène également quelques activités de journaliste.
Lors de l'occupation allemande, au cours de la Première Guerre mondiale, il s'installe à Vilnius. Stulginskis est un des fondateurs du Parti démocrate-chrétien dont il est élu président du comité central en 1917. Il participe à l’élaboration du texte prônant le droit pour les Lituaniens de vivre dans un pays indépendant. Il est également un des organisateurs de la Conférence lituanienne de Vilnius. Il est d'ailleurs élu au Conseil de Lituanie qui deviendra plus tard le Conseil d'État. Le 16 février 1918, il signe l'acte d'indépendance. Il dirige ensuite la commission d'État aux réfugiés. Opposé à la mise en place d'une monarchie, il organise la défense du pays contre les agressions extérieures des Bolchéviques et des Polonais. Il est notamment chargé de l'organisation d'une armée nationale.
Plusieurs fois ministre, il est élu, le 15 mai 1920, président de l'Assemblée constituante et exerce à ce titre les fonctions de chef de l'État. Le 21 décembre 1922, il est élu président de la République et occupe ce poste jusqu'au 7 juin 1926, date de l'élection de Kazys Grinius. À la suite du coup d'État du 17 décembre 1926, il est élu à la présidence du Parlement et exerce brièvement l'intérim de la présidence de la République le 19 décembre. Il demeure à la tête du Parlement jusqu'à sa dissolution par Antanas Smetona le 12 avril 1927.
S'adonnant alors à ses préoccupations d'agronome, il continue également d'écrire des articles. Attaché aux principes démocratiques, il est arrêté avec sa femme en juin 1941 par les Soviétiques et déporté à Krasnoïarsk. Seule sa fille, Aldona, échappera à l'arrestation. Sa femme est exilée en république des Komis, au nord de l'Oural. Le cas de Stulginskis n'est jugé qu'à partir de 1952 et il est condamné à 25 ans de camp. À la fin de l'année 1956, il est toutefois autorisé à rentrer, avec sa femme, en Lituanie. Tous deux s'installent alors à Kaunas où Stulginskis décède le 22 septembre 1969.